# Теренс Стемп

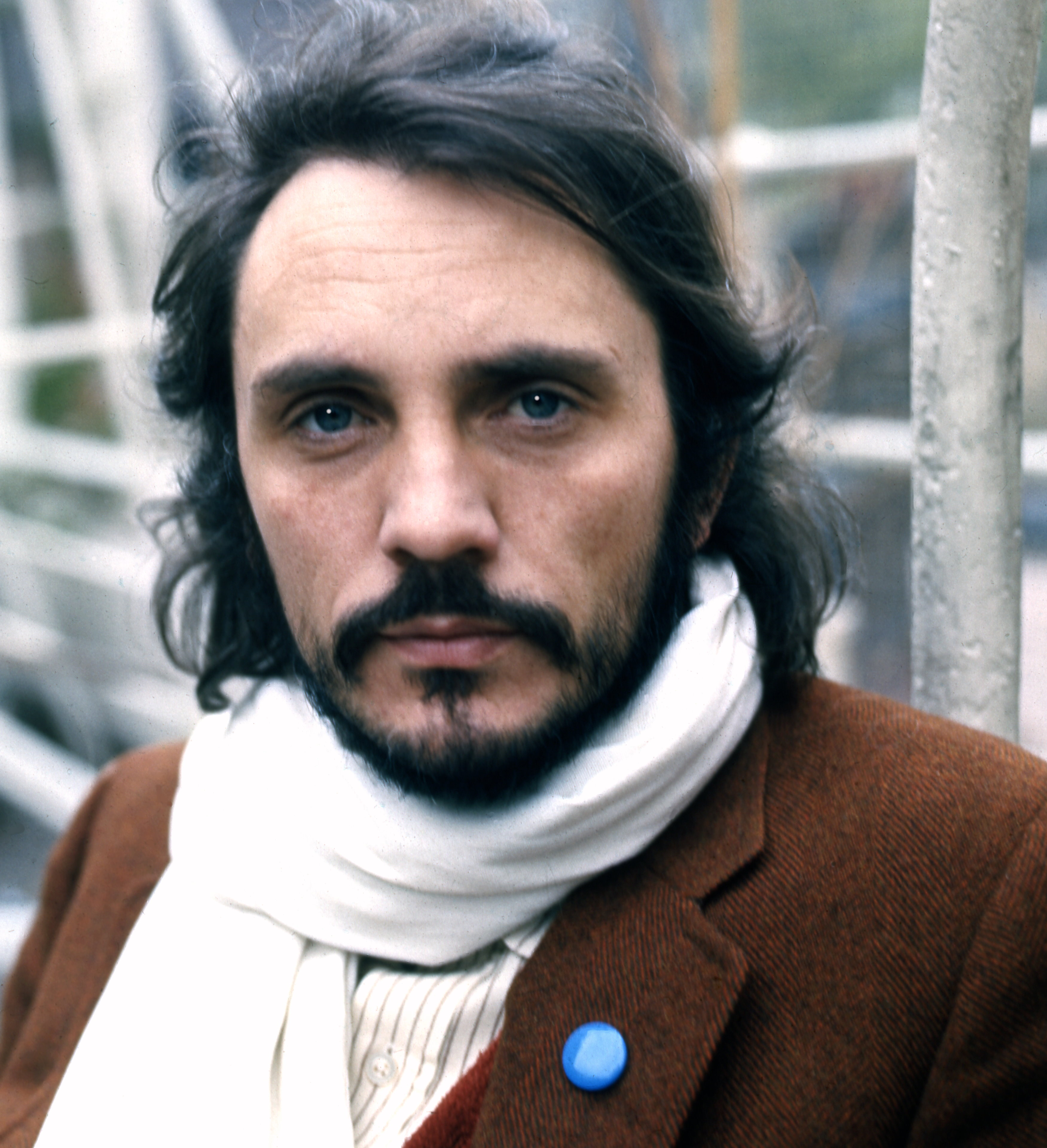
Теренс Стемп (1973)

Теренс Стемп (англ. Terence Stamp; 22 липня 1938, Лондон, Велика Британія — 17 серпня 2025) — англійський актор. Номінант на премію «Оскар» (1962), лауреат призу за найкращу роль Каннського кінофестивалю (1965).

## Кар'єра

### Ранні роки
Теренс Стемп народився в родині капітана буксира і виріс в робочих кварталах лондонського Іст-енду. Першою помітною роботою Стемпа в кіно була роль Біллі Бадда в екранізації Пітера Устінова морської повісті Мелвілла (1962 р.). За цю роботу актор був номінований на премію «Оскар» і виграв «Золотий глобус» як відкриття року.
На хвилі успіху на молодого актора посипались пропозиції від найпрестижніших режисерів 1960-х. У 1965 р. він отримав приз у Каннах за роль у фільмі «Колекціонер» Вільяма Вайлера, а два роки потому знявся з Джулі Крісті у Джона Шлезінґера в екранізації роману Томаса Гарді «Вдалині від одурілого натовпу».

### Зірковий час
Тим часом брат актора, Кріс Стемп, заснував лейбл Track Records, на якому записувались такі титани рок-музики, як Джимі Гендрікс і The Who. У 1968 р. Стемп прийняв пропозицію Федеріко Фелліні зіграти в екранізації оповідання Едгара По. Після цього він оселився в Італії, де разом з Сільваною Мангано та Анною В'яземскі виконав головну роль у «Теоремі» П'єра Паоло Пазоліні.

### Продовження кар'єри
Коли Стемп повернувся в Голлівуд в 1970-ті, пік його популярності уже минув. Ролі йому діставалися дуже різношерстні та отримували різні відгуки. Кінороботою, яка відкрила актора для широкої глядацької аудиторії, стала роль криптонського генерала Зода у фільмах про Супермена.
У 1980-ті і пізніше Стемп продовжував активно зніматися в голлівудських фільмах різної тематики, переважно у ролях другого плану. Його можна було побачити в таких картинах, як «Орли юриспруденції» (1986), «Волл-стріт» (1987), «Справжня Маккой» (1993), «Зоряні війни. Епізод I. Прихована загроза» (1999), «Червона планета» (2000) та багатьох інших. Серед амбітніших робіт актора у 1990-ті стали ролі в картинах «Пригоди Прісцилли, королеви пустелі» (1994) і трилері Стівена Содерберґа «Англієць» (1999).

### У XXI столітті
На початку XXI століття Стемп дещо відійшов від активної кінодіяльності. Він випустив книгу спогадів і роман, а на новий 2003 рік вперше одружився (подружжя зі скандалом розлучилось через п'ять років).
У 2008–2009 роках на екрани по всьому світу вийшло кілька нових картин із Теренсом Стемпом, включаючи трилер «Особливо небезпечний», історичну стрічку «Операція Валькірія» і шпигунську комедію «Будь кмітливим». Крім того, актор озвучив одного з персонажів рольової гри «The Elder Scrolls IV: Oblivion».

## Cмерть
Помер 17 серпня 2025 року на 88-му році життя.

## Фільмографія
| Рік       |     | Українська назва                          | Оригінальна назва                                | Роль                        |
| --------- | --- | ----------------------------------------- | ------------------------------------------------ | --------------------------- |
| 1962      | ф   | Біллі Бад                                 | Billy Budd                                       | Біллі Бад                   |
| 1962      | ф   | Семестр випробувань                       | Term of Trial                                    | Мітчелл                     |
| 1965      | ф   | Колекціонер                               | The Collector                                    | Фредді Клегг                |
| 1966      | ф   | Модесті Блейз                             | Modesty Blaise                                   | Віллі Гарвін                |
| 1967      | ф   | Бідна корова                              | Poor Cow                                         | Дейв Фуллер                 |
| 1967      | ф   | У далечині від божевільного натовпу       | Far from the Madding Crowd                       | Френсіс «Френк» Трой        |
| 1968      | ф   | Блю                                       | Blue                                             | Блю                         |
| 1968      | ф   | Три кроки у маренні                       | Tre Passi Nel Delirio                            | Тобі Дамміт                 |
| 1968      | ф   | Теорема                                   | Theorem                                          | Відвідувач                  |
| 1970      | ф   | Розум містера Сомеса                      | The Mind of Mr. Soames                           | Джон Сомес                  |
| 1971      | ф   | Сезон у пеклі                             | Una stagione all'inferno                         | Артюр Рембо                 |
| 1975      | ф   | Чудова німфа                              | Divina creatura                                  | Дені ді Баньяско            |
| 1975      | ф   | Людина                                    | Hu-man                                           | Теренс                      |
| 1975      | ф   | Безумство                                 | Striptease                                       | Алан                        |
| 1977      | ф   | Чорний вихід                              | Black Out                                        | Едгар По                    |
| 1978      | ф   | Супермен                                  | Superman                                         | Генерал Зод                 |
| 1978      | тф  | Багдадський злодій                        | The Thief of Baghdad                             | Wazir Jaudur                |
| 1979      | ф   | Зустрічі з чудовими людьми                | Meetings with Remarkable Men                     | Любоведський                |
| 1979      | ф   | Люблю не люблю                            | Amo non amo                                      | Генрі                       |
| 1980      | ф   | Супермен 2                                | Superman II                                      | Генерал Зод                 |
| 1982      | ф   | Смерть у Ватикані                         | Morte in Vaticano                                | Падре Андреані              |
| 1984      | ф   | Стукач                                    | The Hit                                          | Віллі Паркер                |
| 1984      | ф   | У компанії вовків                         | The Company of Wolves                            | диявол                      |
| 1986      | ф   | Лінк                                      | Link                                             | доктор Стівен Філіп         |
| 1986      | ф   | Орли юриспруденції                        | Legal Eagles                                     | Віктор Тафт                 |
| 1986      | ф   | Найманці смерті                           | The Cold War Killers                             | Девід Одлі                  |
| 1986      | ф   | Холст                                     | Hud                                              | Едвард                      |
| 1987      | ф   | Сицілієць                                 | The Sicilian                                     | Борса                       |
| 1987      | ф   | Волл-стріт                                | Wall Street                                      | Ларрі Вайлдман              |
| 1988      | ф   | Молоді стрільці                           | Young Guns                                       | Джон Танстолл               |
| 1988      | ф   | Нація прибульців                          | Alien Nation                                     | Вільям Харкорт              |
| 1990      | ф   | Ризикована справа                         | Genuine Risk                                     | Пол Хелварт                 |
| 1991      | ф   | Володар тіней                             | Beltenebros                                      | Дарман                      |
| 1993      | ф   | Справжня Маккой                           | The Real McCoy                                   | Джек Шмідт                  |
| 1994      | ф   | Пригоди Прісцили — королеви пустелі       | The Adventures of Priscilla, Queen of the Desert | Бернадетт                   |
| 1996      | ф   | Обмежене видання                          | Limited Edition                                  | Едвард Ламб                 |
| 1997      | ф   | Блаженство                                | Bliss                                            | Бальтазар                   |
| 1997—1998 | с   | Голод                                     | The Hunger                                       | ведучий (22 епізоди)        |
| 1997      | ф   | Кримінальний роман                        | Love Walked In                                   | Фред Мур                    |
| 1999      | ф   | Зоряні війни. Епізод I. Прихована загроза | Star Wars: Episode I – The Phantom Menace        | Верховний Канцлер Валорум   |
| 1999      | ф   | Англієць                                  | The Limey                                        | Вілсон                      |
| 1999      | ф   | Боуфінгер                                 | Bowfinger                                        | Террі Стріктер              |
| 1999      | ф   | Поцілуй небеса                            | Kiss the Sky                                     | Козен                       |
| 2000      | ф   | Червона планета                           | Red Planet                                       | доктор Бад Чантілас         |
| 2001      | ф   | Вартовий пітьми                           | Revelation                                       | Магнус Мартел               |
| 2001      | ф   | Моя дружина — актриса                     | My Wife Is an Actress                            | Джон                        |
| 2002      | ф   | У всій красі                              | Full Frontal                                     | чоловік в літаку            |
| 2002      | док |                                           | Fellini: I'm a Born Liar                         | у ролі самого себе          |
| 2003—2011 | с   | Таємниці Смолвіля                         | Smallville                                       | Джор-Ел (23 епізоди)        |
| 2003      | ф   | Поцілунок                                 | The Kiss                                         | Філіп Ноде                  |
| 2003      | ф   | Будинок із приколами                      | The Haunted Mansion                              | Ремзлі                      |
| 2003      | ф   | Донька мого боса                          | My Boss's Daughter                               | Джек Тейлор                 |
| 2005      | ф   | Електра                                   | Elektra                                          | Стік                        |
| 2005      | ф   | Дохла риба                                | Dead Fish                                        | Семюель Фіш                 |
| 2006      | ф   | Ці дурні речі                             | These Foolish Things                             | Бейкер                      |
| 2006      | вг  | The Elder Scrolls IV: Oblivion            | The Elder Scrolls IV: Oblivion                   | Манкар Каморан (озвучення)  |
| 2007      | ф   | Останній вересень                         | September Dawn                                   | Brigham Young               |
| 2007      | вг  | Halo 3                                    | Halo 3                                           | Пророк Істини (озвучення)   |
| 2008      | ф   | Особливо небезпечний                      | Wanted                                           | Пекварський                 |
| 2008      | ф   | Будь кмітливим                            | Get Smart                                        | Зігфрід                     |
| 2008      | ф   | Завжди кажи «Так»                         | Yes Man                                          | Терренс Бандлі              |
| 2008      | ф   | Операція «Валькірія»                      | Valkyrie                                         | Людвіг Бек                  |
| 2010      | мф  | Ультрамарини                              | Ultramarines: A Warhammer 40,000 Movie           | капітан Северус (озвучення) |
| 2011      | ф   | Міняючи реальність                        | The Adjustment Bureau                            | Томпсон                     |
| 2012      | ф   | Пісня для Маріон                          | Song for Marion                                  | Артур                       |
| 2013      | ф   | Мистецтво крадіжки                        | The Art of the Steal                             | Семюел Вінтер               |
| 2014      | ф   | Великі очі                                | Big Eyes                                         | Джон Кенедей                |
| 2016      | ф   | Дім дивних дітей міс Сапсан               | Miss Peregrine's Home for Peculiar Children      | Абрагам «Ейб» Портман       |
| 2017      | ф   | Кривий будиночок                          | Crooked House                                    | інспектор Тавенер           |
| 2017      | ф   | Гіркі жнива                               | Bitter Harvest                                   | Іван                        |
| 2018      | ф   |                                           | Viking Destiny                                   | Одін                        |
| 2019      | ф   | Загадкове вбивство                        | Murder Mystery                                   | Малькольм Квінс             |
| 2020      | с   | Темні матерії                             | His Dark Materials                               | Джакомо Парадізі (S2-E4)    |
| 2021      | ф   | Минулої ночі у Сохо                       | Last Night in Soho                               | срібноволосий джентльмен    |